# 15É busz (Miskolc)
A miskolci 15É jelzésű autóbusz egy megszűnt éjszakai viszonylat, mely a 15-ös éjszakai párjaként közlekedett Lillafüred érintésével, amikor már az 5-ös busz nem közlekedett. A járatot az MVK Rt. üzemeltette.

## Története
1995-ben jött létre először Majális-park – Ómassa útvonalon, majd 1997-ben a Diósgyőri végállomásig lett meghosszabbítva. Megszűnése után nem kapott külön jelzést, szerepét a 15-ös autóbusz vette át.